# Kangasjärvi (sjö i Keuru, Mellersta Finland, 62,29 N, 24,15 Ö)
Kangasjärvi är en sjö i kommunen Keuru i landskapet Mellersta Finland i Finland. Arean är 49 hektar och strandlinjen är 3,99 kilometer lång. Sjön  ingår i Kumo älvs huvudavrinningsområde.   Den ligger omkring 82 kilometer väster om Jyväskylä och omkring 240 kilometer norr om Helsingfors. 